# Michael Everson
Michael Everson (Norristown, Pennsylvania, 1963. január 9. –) nyelvész, írások kódolója, betűszedő és betűtervező. Szakterülete a világ írásrendszerei, különös tekintettel ezek számítógépes és digitális megjelenítésére.
„Valószínűleg az írások számítógépes kódolásának vezető szakértője a világon” – jellemzik munkájáért, mely során írásrendszerek és karakterek hosszú sorát adta hozzá az Egyetemes Betűkészlethez. 1993 óta több mint kétszáz indítványt írt, melyek sok ezer karakterrel bővítették az ISO/IEC 10646 és a Unicode szabványt.

## Élete
Everson Pennsylvaniában, Norristownban született, majd 12 évesen az arizonai Tucsonba költözött. J. R. R. Tolkien munkái iránti érdeklődésétől vezérelve kezdte tanulmányozni az óangol és más germán nyelveket. Németül, spanyolul és franciául olvasott bachelorja megszerzésekor (1985) az Arizonai Egyetemen, és a Vallások és az indo-európai nyelvészet történetét a masteréhez a Los Angeles-i Kaliforniai Egyetemen (1988). 1989-ben hajdani professzora, Marija Gimbutas megkérte, hogy olvasson el egy baszk mitológiáról szóló dolgozatot egy Írországban tartott indo-europanista tanácskozásról; nem sokkal később Dublinba költözött, ahol a Fulbright program részeként a Dublini Egyetem Kelta Tudományok Karán tanult (1991). 2000-ben kapta meg az ír állampolgárságot. Jelenleg Dundee-ben él, Nonteista buddhista.

## Munkája
Everson tevékenyen támogatja a kisebbségi nyelvet beszélő közösségeket, különösképpen ami a karakterkódolást és nemzetköziesítést illeti. Amellett, hogy a Unicode Szabvány egyik fő közreműködő szerkesztője, szerkesztő munkatársa az ISO/IEC 10646-nak, az ISO 15924 jegyzője és a BCP 47 alcímke bírálója. Rengeteg írás és betű kódolásában működött közre ezen szabványokban, a Unicode „Bulldog” Díját kapta 2000-ben a Unicode Szabvány bővítése és hirdetése terén tett erőfeszítéseiért. 2004-ben kinevezték az ISO TC46/WG3 (Írott nyelvek átalakítása) – mely az átírási szabványokért felelős – vezetőjének.
Tevékenyen részt vett a Unicode és ISO/IEC 10646 szabvány sok írásának, többek között az avesztai, balinéz, bamum, Braille, buginéz, buhid, ciprusi szótagírás, cseroki szótagírás, dezeret, egyiptomi hieroglifák, ékírás, az etióp giz írás, föníciai, grúz, glagolita, gót, hanunó, kanadai őslakos szótagírás, kariai, kayah li, khmer, kopt, lepcsa, líciai, lídiai, limbu, lineáris B, meitei mayek, mongol, burmai, n’ko, ogham, ol csiki, óitáliai, óperzsa, osmanya, a phaisztoszi korong, redzsang, rúnaírások, saurashtra, Show-i ábécé, szinhala, szundan, baybayin, tagbanva, tai le, új tai lü, thaana, tibeti, ugariti, vai és ji, csakúgy, mint sok latin, görög, cirill ábécéhez és az arab íráshoz tartozó karakter kódolásában.
John Cowannal együtt felelős a ConScript Unicode Registry-ért, mely egy mesterséges írások Unicode-ba való felvételét irányító testület. Ezek közül a Show-i ábécé és a dezeret írás már hivatalosan is része a Unicode-nak; két másik, mely megfontolás tárgyát képezi a tolkieni tengwar és cirth.
Everson sok nyelvhez adott honosítási és nyelvi információkat, az ír és más kelta nyelvek támogatásától Finnország kisebbségi nyelveiig. 2000-ben Trond Trosteruddal együtt írta a Szoftverhonosítás nynorsk norvégul című jelentését a Norvég Nyelvi Tanács megbízásából. 2003-ban az Egyesült Nemzetek Fejlesztési Programja megbízta egy Afganisztán fő nyelveinek, a pashtonak, darinak és üzbégnek honosítási követelményeivel foglalkozó, az Afgán Átmeneti Iszlám Ügyintézés Kommunikációjának Minisztériuma által jóváhagyott jelentés előkészítésével, Roozbeh Pournader társszerzőségével. Nemrég az UNESCO B@bel Kezdeményezése támogatta az n’ko és a balin írás kódolásán végzett munkáját.
Sokat foglalkozik kelta betűk tervezésével, és jelentős munkát végez könyvek ír nyelvű szedése terén. 1995-ben megtervezett egy azonos szélességű Unicode betűkészletet, az Everson Monot, több mint 4800 karakterrel. Ez volt a harmadik Unicode kódolású betűkészlet mely ilyen nagy számú karaktert tartalmazott több tömbből a Lucida Sans Unicode és Unihan után (mindkettő 1993-as).
2007-ben társszerzője volt egy a korni nyelv írott alakjának új szabványát leíró indítványnak, a Korni Szabványnak.